# Ukur
Ukur è un comune dell'Azerbaigian situato nel distretto di Qusar. Conta una popolazione di 611 abitanti.